# Kerosineschimmel
De kerosineschimmel, Amorphotheca resinae (geslachtelijke fase  of teleomorf), synoniem Hormoconis resinae (Lindau) Arx & G.A. de Vries (de ongeslachtelijke fase of anamorf) behoort tot de ascomyceten. De schimmel komt in zeer veel uiteenlopende biotopen voor.
In kerosine en diesel kan de schimmel verstopping en corrosie van de brandstoftoevoerleidingen veroorzaken. De schimmel breekt n-alkanen af, waarbij de gevormde vetzuren de oorzaak van de corrosie zijn. De benodigde zuurstof haalt de schimmel uit de verontreiniging van de brandstof met water.
Ook komt de schimmel voor op met carbolineum behandeld hout.
De schimmel groeit onder andere op voedingsbodems met het door Campbell's geproduceerde "V8" en met al of niet 0,1% carbolineum. Het V8-sap bestaat voor 87% uit tomatensap met verder rode bietensap, selderijsap, wortelsap, slasap, peterseliesap, witte waterkerssap en spinaziesap. Na enting worden er in 5 dagen bij 25 °C poederachtige, 33 mm grote kolonies gevormd. De voedingsbodem wordt hazelnootkleurig tot bruin met een witte rand. Bij een voedingsbodem met 0,1 % carbolineum is de kleur asbruin met een minder duidelijke rand en een sterke, karakteristieke geur.

## Ascocarp
Op een voedingsbodem vormt de schimmel bruine tot zwarte, ronde tot bijna ronde ascocarpen zowel in als op het voedingsmedium. Het ascocarp is 52 - 112 µm dik en 40 tot 90 µm breed. Het 5 tot 20 µm dikke peridium is donker gekleurd met soms enkele hyfen. Het ascocarp is een cleistothecium. De 12 tot 27 µm lange en 10 tot 15 µm brede sporenzakjes bevatten bijna ronde tot peervormige, kleurloze sporen. De 3,5 tot 5,5 µm brede en 7 tot 9,5 µm lange ascosporen zijn eencellig, spoelvormig tot iets bootvormig en kleuren lichtbruin.

## Conidiën
Conidioforen op lucifershoutjes geïmpregneerd met carbolineum zijn recht, onvertakt, gedrongen, donker, met tussenwanden, wrattig en vaak met een duidelijk onderscheidbare voetcel. De conidiofoor is 112 tot 225 µm lang, maar soms wel tot 1 mm lang en 4,8 tot 6,4 µm breed aan de basis en 3 - 4 µm aan de top. Er worden veel ramoconidia (vertakkende sporen) gevormd en tot 1000 blastosporen gerangschikt in korte kettingen.  De 6,4 × 3,2 grote blastosporen zijn spoelvormig tot ovaal, eencellig, glad en bruin. De conidiën zijn grijs tot bruin. Vaak worden er dunne conidioforen gevormd die sterk lijken op de schimmeldraden. De ramoconidia zijn eencellig, glad of wrattig, 9,7 tot 12,9 µm lang en 3,2 tot 3,8 µm breed.